# Estnische Fußballmeisterschaft 1926
Die Estnische Fußballmeisterschaft wurde 1926 zum sechsten Mal als höchste estnische Fußball-Spielklasse der Herren ausgespielt. Die Meisterschaft, die im K.-o.-System zwischen neun Vereinen ausgespielt wurde, gewann zum ersten Mal der Tallinna JK.

## Qualifikation
|             | Ergebnis |                     |
| ----------- | -------- | ------------------- |
| Tallinna JK | 4:0      | KS Võitleja Narva 1 |

## Viertelfinale
|                    | Ergebnis |                       |
| ------------------ | -------- | --------------------- |
| Tallinna JK        | 6:0      | Kilingi-Nõmme Kalju   |
| Tallinna SK Sirius | 5:0      | KS Võitleja Tallinn 2 |
| JK Tallinna Kalev  | 4:1      | Meteor Tallinn        |
| SK Tallinna Sport  | w/o      | JK Pärnu Tervis       |

## Halbfinale
|                   | Ergebnis |                    |
| ----------------- | -------- | ------------------ |
| Tallinna JK       | 6:0      | JK Tallinna Kalev  |
| SK Tallinna Sport | 1:0      | Tallinna SK Sirius |

## Finale
|             | Ergebnis |                   |
| ----------- | -------- | ----------------- |
| Tallinna JK | 4:1      | SK Tallinna Sport |